# Dumnonii

Los pueblos celtas del sur de Inglaterra.

Los Dumnonii o Dumnones eran pueblos celtas britónicos de la Isla de Bretaña que habitaron una parte de la península del suroeste de la isla, durante la protohistoria de la edad de hierro y el comienzo del período romano (consultar período romano-británico).
Su territorio se extendió aproximadamente por los actuales condados de Devon y Cornualles, y sus vecinos fueron  los Durotriges y los Dobunni.
En la Edad Media, una parte de este pueblo migró hacia Armorique para fundar la Domnonia (siglo V).

## Etimología de laetnonimia
Su nombre parece basado en la raíz «don», palabra bretona que significa profundo. Se piensa que podría significar «habitante de los profundos valles». 
Se encuentra su nombre en:
- El nombre en latín de Exeter, Isca Dumnoniorum, donde "Isca" estaría emparentado con el gaélico Uisge (que significa del «agua»), y que ha generado el término inglés Whisky que significaría «Agua de Dumnonii». El nombre latino sugiere que la villa era un oppidum, una villa fortificada sobre una orilla del río Exe desde antes de la fundación de la ciudad romana, hacia el año 50.

- La Domnonia, dos reinos bretones que existieron un tiempo sobre las dos orillas de la Mancha, y de los que se encuentran trazas en las historias de Conomor y la leyenda de Tristán e Isolda.

- El condado inglés de Devon, nombrado Dewnans en lengua córnica, y Dyfnaint en lengua galesa.